# Rjúkjú-szigeteki galamb
A Rjúkjú-szigeteki galamb (Columba jouyi) a madarak osztályának galambalakúak (Columbiformes) rendjéhez és a galambfélék (Columbidae) családjához tartozó kihalt faj.

## Előfordulása
A Japánhoz tartozó Rjúkjú-szigetek Okinava-szigetén élt.

## Megjelenése
Tollazata fekete volt, a nyaka zöld és alul fehér volt.

## Kihalása
Az élőhelyének elvesztése játszott szerepet a faj kihalásában.